# Abdoulaye Diakhaté
Abdoulaye Diakhaté (Guédiawaye, 16 gennaio 1988) è un calciatore senegalese, centrocampista svincolato.

## Carriera
Ha giocato nella seconda divisione turca e nella prima divisione kazaka; in carriera ha totalizzato complessivamente 9 presenze ed una rete nei turni preliminari di Europa League.